# Mig 21 (hudební skupina)
Mig 21 je česká popová hudební skupina, jejímiž členy jsou Jiří Macháček (zpěv), Pavel Hrdlička (trubka, klávesy), Jan Hladík (bicí), Tomáš Polák (kytara), Matej Benko (klávesy) a Rastislav Uhrík (baskytara). Vznikla roku 1998 a své první album nazvané Snadné je žít vydala po třech letech (2001). Postupně vydala ještě dalších šest alb na CD a dvě na DVD. Během roku 2008 se uskutečnil společný koncert kapely se smyčcovým a dechovým souborem Lelek Orchestra. Vystoupení kapely se nekonají jen v České republice, ale i v zahraničí. Při svých koncertech se skupina zaměřuje i na jejich scénografické ztvárnění. Vedle veřejného vystupování nahráli Mig 21 též píseň k filmu Muži v naději.

## Název
V počátcích skupina zvažovala různé názvy. Mezi ně patřily například „Orloj“, „Domov“ či „Tesil“, ale obdobně jako U2 zvolili pojmenování z leteckého prostředí, tedy „Mig 21“, podle stíhacího letounu MiG-21 vyráběného od roku 1958 v Sovětském svazu. Pojmenování skupiny vyjadřuje vztah ke starým a již téměř nepoužitelným letadlům, jež ovšem měla původně budit strach a hrůzu. Taková má být, podle vyjádření jejího frontmana Jiřího Macháčka, i samotná kapela. Macháček dále soudí, že stroj MiG 21 je z ostatních MiGů ten nejkrásnější, a proto pro název kapely zvolili právě tento model. Současně skupina sama sebe označuje sloganem „Chlapecká taneční pěvecká a striptérská skupina z Prahy 5 – Smíchova“, na který ji překřtil frontman Jiří Macháček.

## Historie

### Vznik a první album
Kytarista a hudební skladatel Tomáš Polák studoval na Přírodovědecké fakultě Univerzity Karlovy a poté i Filmovou a televizní fakultu Akademie múzických umění (FAMU). Na druhé vysoké škole se seznámil s Pavlem Hrdličkou a Janem Hladíkem, se kterými hrál od roku 1994 v hudební skupině TGM Stereo. Její činnost ovšem ukončili a plánovali začít s novým projektem.
Na výročním koncertu konaném v pražské Malostranské besedě u příležitosti svátku Tří králů (6. ledna) vystupoval (coby host v kapele Bílá nemoc) také Jiří Macháček. Potkal se zde s kytaristou Jiřím Podzimkem, jehož znal z divadla Sklep, a ten ho seznámil s Hladíkem, jenž následně Macháčkovi představil i Poláka a Hrdličku, se kterými plánoval založit hudební skupinu, ale chyběl jim textař písní. Tím se nakonec stal Macháček, ovšem s podmínkou, kterou si kladl, totiž že písně kapely bude také zpívat. Ostatní členové skupiny s tím souhlasili a tak roku 1998 kapela vznikla. Její první písní byla skladba „Periferním pohledem“, na kterou navázala druhá „Budapešť“. V této čtyřčlenné sestavě odehrál Mig 21 dne 11. března 1999 (jiné zdroje uvádí již v lednu) v pražském klubu Roxy svůj první koncert. I nadále však členové kapely hledali baskytaristu. Tím se v srpnu 1999 stal Tomáš Kurfürst, jehož znal Polák ze studií své první vysoké školy.
V říjnu roku 2001 vyšlo kapele debutové album nazvané Snadné je žít, jehož se prodalo přibližně padesát tisíc kusů. Deska obsahuje například písně „Skejt“, „Slepic pírka“, „Člun“ či „Jaro léto podzim zima“. Skupina byla za toto album nominována v anketě Akademie populární hudby Anděl za rok 2001 ve třech kategoriích, a sice Nejlepší píseň, Nejlepší klip a Objev roku. Ani jedno z ocenění však nezískala. Součástí alba je též skladba „Snadné jen žít“, jejíž videoklip režíroval David Ondříček.

### Druhé, třetí a čtvrté album
O rok později vydala skupina druhé CD nazvané Udělalo se nám jasno. Na něm se objevily písně například „Tančím“, „Malotraktorem“, „Jasno“ nebo „Tát začal sníh“. Disku se prodalo přes dvacet tisíc nosičů; prvního alba však více než dvakrát tolik. Celkem se tedy prvních dvou alb prodalo přes 70 tisíc kusů. Pro píseň „Malotraktorem“ natočil videoklip režisér Jaroslav Fuit.
Dne 18. října 2004 (dle jiných zdrojů až 25. října nebo dokonce 27. října 2004) vyšla třetí deska kapely Mig 21. Jmenuje se Pop Pop Pop a obsahuje písně kupříkladu „Sviť sviť světlomete“, „Jaromíre“, „Ho-ka-he“ nebo „Na světě rád“, ve které Jiří Macháček odkrývá bez tajemství smysl svého života. Křest alba, který se konal 27. října 2004, provedli potomci členů kapely (například Macháčkova dcera Berta). Členové kapely označují desku za odzbrojující sondu do tehdejší populární hudby a volbou názvu chtěli dokázat těm, kdož pochybují o popularitě kapely Mig 21, že skupina populární je. Vydání alba doprovázelo turné „Pop Pop Pop Tour“, jež se konalo od 17. února 2005 a jehož poslední koncert se uskutečnil 14. března 2005 ve velkém sále pražské Lucerny (dle jiných pramenů ale turné skončilo až 20. března). Desky se prodalo celkem jedenáct tisíc kusů. Téhož roku měl 17. března premiéru film Skřítek režírovaný Tomášem Vorlem. Ten ve spolupráci s Tomášem Polákem do filmu za hudební doprovod vybrali písně skupiny Mig 21.
Roku 2006 vydala kapela výběr svých největších hitů na albu nazvaném Best of. Obsahovalo devatenáct písní z předchozích alb spolu se dvěma novinkami („Bývá mi úzko“ a „Svěřím se ti, sněhuláku“). Následující rok vydal Mig 21 své první DVD nazvané Když ti vítr napne plachtu. Je na něm uvedeno šest písní spolu s filmovým dokumentem popisujícím zákulisí koncertního turné kapely. Obsahuje též záznam z vystoupení herce Jiřího Bartošky na koncertu kapely, který se uskutečnil v pražské Lucerně.

### Spolupráce s Lelek Orchestra
Kapela Mig 21 zvažovala zahrát si na koncertu se symfonickým orchestrem. Od tohoto nápadu ale její členové upustili, neboť skupin vystupujících s tímto druhem orchestrů je mnoho a nápad by tak nebyl originální. Zvolili proto raději koncert s dechovým tělesem. Dirigent Tomáš Kirschner během půl roku přepsal třináct největších hitů kapely Mig 21 do aranžmá smyčcových a dechových nástrojů. Tyto skladby nazkoušel s třicetičlenným orchestrem sestávajícím z hráčů pocházejících z různých hudebních těles a 20. září 2008 vystoupili s kapelou Mig 21 na společném koncertě v rámci hudebního festivalu Berounské Letorosty, který probíhá ve středočeském Berouně. Umělci doprovodného orchestru byli na koncertě oblečeni do stejnokrojů: muži na sobě měli lesnický úbor a ženy uniformu letušek. Proto si toto těleso začalo říkat Lelek Orchestra. Z koncertu vznikla CD a DVD nazvané Mig 21 & LELEK Orchestra – Naživo, které ale vyšla až roku 2009. Nahrávky obsahují i karaoke verzi. Vystoupení současně snímaly kamery televizní stanice HBO. Na berounský koncert navázala kapela Mig 21 „Velkým ekologickým turné“. Začalo 4. října v Jablonci nad Nisou a skončilo 20. listopadu v Bratislavě.

### Druhá dekáda 21.století
Podzimní koncertní turné uspořádala kapela i v roce 2012, kdy jej nazvala „Migem k lidem!“. Během něho od 12. října do 29. listopadu uspořádala koncerty v celkem patnácti městech České a Slovenské republiky. První se konal v Mariánských Lázních, závěrečný v Praze. Ke každé zakoupené vstupence na vystoupení obdrželi jeho návštěvníci i DVD kapely.
Během roku 2013 opustil kapelu Tomáš Kurfürst, jehož nahradil Adam Stivín. Téhož roku uspořádal Mig 21 koncertní turné „Šňůra Tour“ s prvním koncertem v Havířově (3. října) a závěrečným v Praze.
Na rok 2016 plánovala kapela vydat svou čtvrtou desku. Po vydání předchozího, třetího, řadového alba Pop Pop Pop (roku 2004) splnila kapela podmínky smlouvy s jejím vydavatelem a nadále se již nechtěla svazovat komerčními důvody k vydání nového alba. Proto tvrdili, že další vydají až za dvanáct let. Nakonec jej však vydali již na podzim roku 2014 pod názvem Album. Deska vyšla 3. října 2014 a stejného dne také v Karlových Varech začalo koncertní turné „Album Tour“, jež skončilo 6. prosince téhož roku v Plzni. Součástí alba je také píseň „Diskobůh“, u které kapela vyzvala své fanoušky, aby k této skladbě natočili na mobilní telefon svůj vlastní videoklip a umístili jej na Facebookovou stránku kapely. Ze sestříhaných fanouškovských videí nakonec kapela plánuje vydat svůj oficiální klip k této písni.
Během roku 2015 kapela vystupovala například na Valdštejnských slavnostech ve Frýdlantě, na „Dni Kozla“ ve velkopopovickém pivovaru nebo na Sázavafestu. Na podzim pak absolvovali turné nazvané „Štěstí hejbe planetou“, jež začalo 3. října v Hořovicích a skončilo po dvou měsících vystoupením v pražském Lucerna Music Baru. Následující rok (2016) uskutečnili během jara sérii koncertů, v jejímž průběhu vystoupili také v havířovském klubu Stolárna. Po něm odjela do penzionu, kde slavila narozeniny jednoho ze svých členů. V rámci oslav se však vloupali do restaurace tohoto ubytovacího zařízení a začali se obsluhovat. Na místo přijela policie a členové kapely posléze uhradili také škodu ve výši asi šesti tisíc korun, takže žádný další postih jim již nehrozil. Během léta pak vystoupil Mig 21 například na festivalech Votvírák či opětovně také Sázavafest a dále též ve Vizovicích na Trnkobraní. Na podzim 6. října zahájí koncertní turné v Olomouci a skončí v Praze. Během roku 2016 vydala skupina také dvě nové písně, a sice „Ako F. B. I.“, která se objevila ve filmu Wilsonov, kde ji zpívá Jiří Macháček spolu s Vojtěchem Dykem, a dále skladba „Jedině láska“. Další rok (2017) vydala skupina singl pojmenovaný „Svoboda není levná věc“ a stejným názvem nazvala kapela i své podzimní turné, které toho roku absolvovala.
Roku 2019 uvedla kapela singl „Hyjé!“ a z jejího názvu odvodila pojmenování svého podzimního koncertního turné Hyjé! Tour. V listopadu 2020 představila skupina kompilaci nazvanou Hity a rarity, která na dvou kompaktních discích obsahuje starší písně, jež se již hity staly, spolu se skladbami, které na své proslavení teprve čekají. Jedinou novinkou je píseň „Hej kámo!“, jež kapela složila za tři dny, což označuje za svou nejrychleji vytvořenou skladbu. V témže roce kapelu opustil baskytarista Adam Stivín, jehož vystřídal Rastislav Uhrík.

### Třetí dekáda 21.století
Během května 2021 Mig 21 představil singl „TěsněVedleSebe“, který byl předzvěstí vydání nového alba. K tomu došlo v září toho roku, kdy skupina vydala své páté řadové album pojmenované Džus noci. Obsahuje dvanáct písní, které vznikaly během omezení kvůli pandemii koronaviru. V písni „Tykej mi“ členy kapely doplňují zpěváci Matěj Ruppert a Radek Škarohlíd, ve skladbě „Sváděj“ zas herečky Martha Issová a Erika Stárková. Na začátku dubna 2022 se vyhlašovaly výsledky ankety Žebřík. Během vyhlašování vedle Pražského výběru vystoupili Mig 21. Kapela Mig 21 se navíc v anketě umístila v kategorii Skupina na prvním místě a v kategorii Album získala za Džus noci druhé místo.

## Tvorba
U textů písní rozhoduje o jejich konečné podobě Jiří Macháček, ale výslednou zvukovou podobu skladeb určuje Tomáš Polák. K hitům skupiny patří písně „Snadné je žít“, „Malotraktorem“ či „Slepic pírka“. Kapela nekoncertuje jen v České republice, nýbrž i v zahraničí. Vystupovali na Slovensku, ve Spojených státech amerických (2010), v Řecku, na Ukrajině (2014) a ve Spojených arabských emirátech (2015). Při koncertech se zaměřují také na scénografii a vizuální podobu svých vystoupení.
Jiří Macháček se objevuje i jako herec ve filmech (například Samotáři, Jedna ruka netleská, Horem pádem, Vratné lahve, Muži v naději, Pohádkář či Wilsonov). Pro snímek Muži v naději napsal společně s Tomášem Polákem titulní píseň „Chci ti říct“. Skladbu kapela vydala na své desce Album (2014). V kinematografii působí i další člen kapely – Pavel Hrdlička, jenž je filmovým střihačem. Za svou činnost byl dvakrát oceněn Českým lvem (za rok 2009 jej získal za práci na snímku Protektor a za rok 2013 na snímku Hořící keř).

## Členové

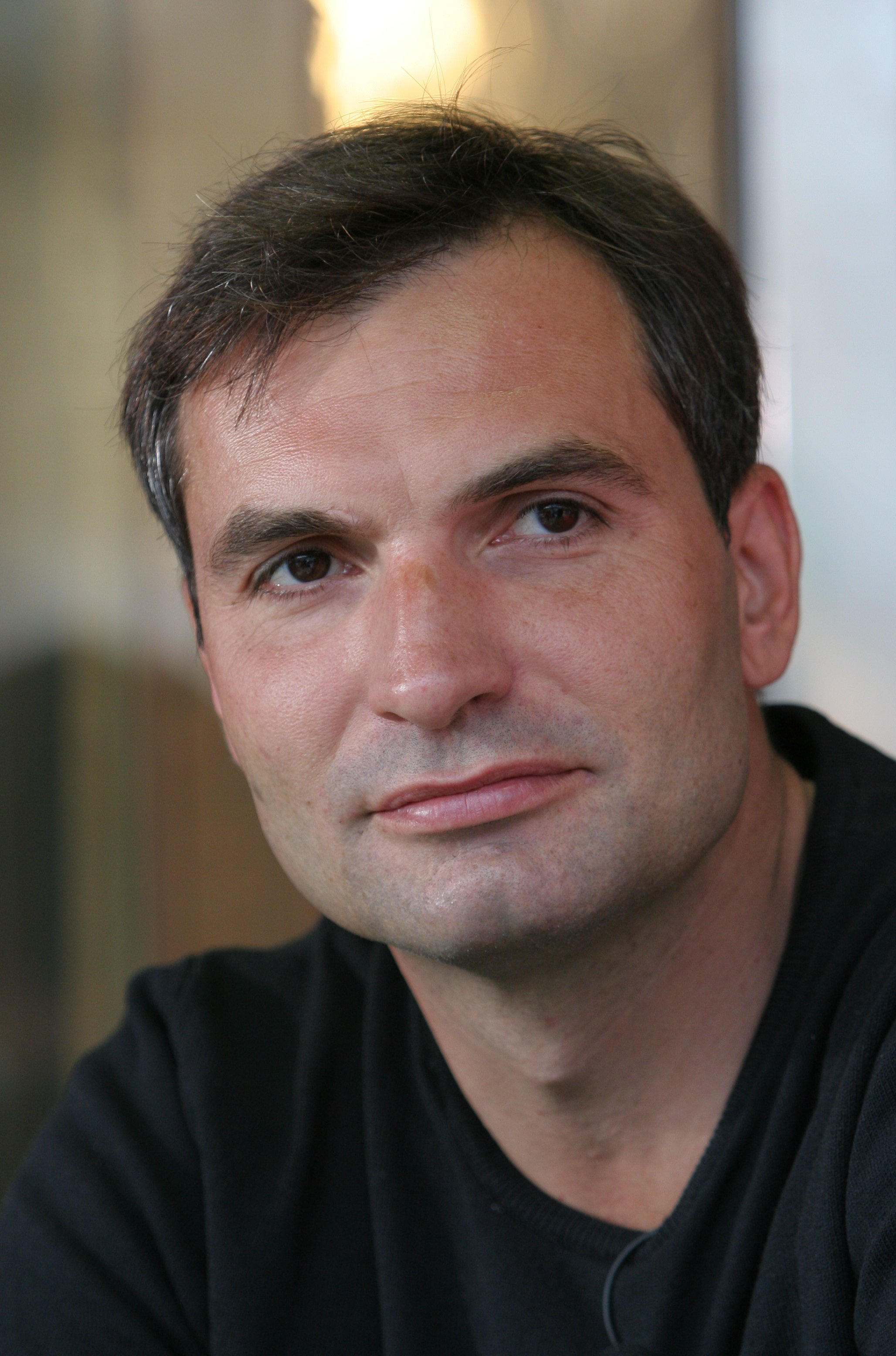
Frontmanem skupiny je Jiří Macháček

### Současná sestava
- Jiří Macháček – zpěv[83]
- Pavel Hrdlička – klávesy, trubka[83]
- Tomáš Polák – kytara[83]
- Jan Hladík – bicí[83]
- Matej Benko (stálý host) – klávesy[84]
- Rastislav Uhrík (stálý host) – baskytara (od 2020)[60]

### Dřívější členové
- Tomáš Kurfürst – baskytara (1999–2013)[13][83]
- Adam Stivín – baskytara (2013–2020)[13][59]

## Diskografie

### CD
- Snadné je žít (2001)
- Udělalo se nám jasno (2002)
- Pop Pop Pop (2004)
- Best of (2007)
- Mig 21 & LELEK Orchestra – Naživo (2009)
- Album (2014)
- Hity a rarity (2020)
- Džus noci (2021)

### DVD
- Když ti vítr napne plachtu (2007)
- Mig 21 & LELEK Orchestra – Naživo (2009)